# Pegasus lancifer
Pegasus lancifer är en fiskart som beskrevs av Kaup, 1861. Pegasus lancifer ingår i släktet Pegasus och familjen Pegasidae. IUCN kategoriserar arten globalt som otillräckligt studerad. Inga underarter finns listade i Catalogue of Life.